# 喀拉达拉镇
喀拉达拉镇，是中华人民共和国新疆维吾尔自治区伊犁哈萨克自治州特克斯县下辖的一个乡镇级行政单位。
2012年，新疆维吾尔自治区人民政府批复同意撤销喀拉达拉乡建制，设立喀拉达拉镇。

## 行政区划
喀拉达拉镇下辖以下地区：
库木托别村、希勒吐别克村、加尔阔拉村、喀拉尕什特村、翁库尔塔斯村、加郎村、布里坎村、琼库什台村、喀拉峻村、喀布萨朗村和喀因德库什台村。

## 中国传统村落
2012年，琼库什台村被评为首批“中国传统村落”。